# Ludweishofen
Ludweishofen ist eine Ortschaft und eine Katastralgemeinde der Gemeinde Pernegg im Bezirk Horn in Niederösterreich.

## Geschichte
Laut Adressbuch von Österreich waren im Jahr 1938 in der Ortsgemeinde Ludweishofen ein Gastwirt mit Gemischtwarenhandlung, ein Maler, ein Schneider und ein Landwirt mit Direktvertrieb ansässig.

## Siedlungsentwicklung
Zum Jahreswechsel 1979/1980 befanden sich in der Katastralgemeinde Ludweishofen insgesamt 24 Bauflächen mit 15.778 m² und 26 Gärten auf 23.304 m², 1989/1990 gab es 25 Bauflächen. 1999/2000 war die Zahl der Bauflächen auf 40 angewachsen und 2009/2010 bestanden 39 Gebäude auf 96 Bauflächen.

## Bodennutzung
Die Katastralgemeinde ist landwirtschaftlich geprägt. 138 Hektar wurden zum Jahreswechsel 1979/1980 landwirtschaftlich genutzt und 66 Hektar waren forstwirtschaftlich geführte Waldflächen. 1999/2000 wurde auf 138 Hektar Landwirtschaft betrieben und 66 Hektar waren als forstwirtschaftlich genutzte Flächen ausgewiesen. Ende 2018 waren 135 Hektar als landwirtschaftliche Flächen genutzt und Forstwirtschaft wurde auf 66 Hektar betrieben. Die durchschnittliche Bodenklimazahl von Ludweishofen beträgt 34,8 (Stand 2010).